# 山岡国利

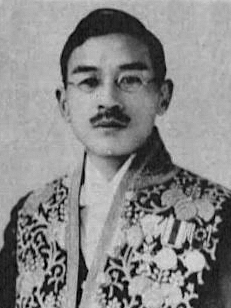
山岡国利

山岡 国利（やまおか くにとし、1882年〈明治15年〉2月 - 1945年〈昭和20年〉3月25日）は、日本の内務・農商務官僚、実業家。官選県知事。旧姓・奥、旧名・堅次。

## 経歴
鹿児島県出身。奥斎之助の二男として生まれた。1900年（明治33年）、山岡国吉の養子となり、1930年（昭和5年）、名を国利と改名。
第一高等学校を首席で卒業。1909年（明治42年）、東京帝国大学法科大学法律学科を卒業。同年11月、文官高等試験行政科試験に合格。内務省に入省し山形県属となる。
以後、警視庁方面監察官、農商務大臣秘書官兼農商務省参事官、同省山林局書記官、同事務官、三重県警察部長、福岡県警察部長、兵庫県警察部長、内務省土木局河川課長などを歴任。
1922年（大正11年）10月、群馬県知事に就任。就任に当たり、政党色なしの県本位に県政を行うことを表明した。また、地場産業の蚕糸に影響が心配された人造絹糸について対応を行う。1924年7月、三重県知事に転任。1926年9月に休職となる。
1928年（昭和3年）1月、宮崎県知事に就任。県庁舎、県立師範、女子師範の移転改築計画に取り組む。
同年12月15日、県議会で山岡が予算案の説明中、女子師範学校の都城市移転に反対する群衆が県会議事堂を襲撃、消防ポンプ車を使用した放水により議会は閉会に追い込まれた。また同日夜には、知事公舎が放水により破壊された。
1929年7月、知事を休職となる。同年に退官。
その後、日南水産 (株) 代表取締役を務めた。

## 栄典
- 1920年（大正9年）11月1日 - 勲四等瑞宝章[7]

## 親族
- 二男 山岡大二（海軍少佐・海将補）
- 三男 山岡三郎（海軍軍医少佐）